# Wydawnictwo Naukowe UAM
Wydawnictwo Naukowe UAM – wydawnictwo naukowe Uniwersytetu im. Adama Mickiewicza w Poznaniu.

## Historia
Jedno z największych i najważniejszych wydawnictw uczelnianych w Polsce, którego początki sięgają 1920 roku, kiedy Senat Uniwersytetu Poznańskiego powołał do istnienia specjalną Komisję Wydawniczą koordynującą publikowanie prac naukowych, a od 1962 roku Wydawnictwo funkcjonuje pod obecną nazwą jako jednostka ogólnouczelniana Uniwersytetu im. Adama Mickiewicza w Poznaniu.
Misją Wydawnictwa jest wspieranie społeczności akademickiej, zarówno pracowników, jak i studentów w promowaniu polskich dokonań naukowych w kraju i za granicą oraz tworzenie dobrego wizerunku Uczelni. Dbanie o wysokie standardy etyki publikacyjnej, rzetelności naukowej oraz prac edytorskich ma zapewnić odpowiedni poziom wydawanych materiałów naukowych i dydaktycznych. 
Wydawnictwo Naukowe UAM publikuje przede wszystkim monografie naukowe (w 50 seriach tematycznych), podręczniki, skrypty, słowniki, a także 25 czasopism naukowych (również w językach obcych). Rocznie ukazuje się ok. 200 tytułów.
Do 2022 roku Wydawnictwo otrzymało ponad 140 nagród i wyróżnień, m.in. na Targach Książki w Warszawie, na Targach Książki Historycznej (Nagroda Klio), na Międzynarodowych Targach Książki w Krakowie (Nagroda im. Jana Długosza, Nagroda Gaudeamus), na Wrocławskich Targach Książki Naukowej, Nagrodę Stowarzyszenia Wydawców Szkół Wyższych im. ks. Edwarda Pudełko za najlepszy podręcznik akademicki, Nagrodę Polskiego Instytutu Sztuki Filmowej, Nagrodę im. prof. Jerzego Skowronka, Nagrodę Feniks, Nagrodę im. prof. Tadeusza Kotarbińskiego.
Wydawnictwo Naukowe UAM otrzymało w 2009 roku Nagrodę Główną – Puchar Ministra Nauki i Szkolnictwa Wyższego za najlepszą książkę akademicką (Krzysztof Kurek, Teatr i miasto. Historia sceny polskiej w Poznaniu w latach 1782–1849), w roku 2011 Nagrodę Główną – Puchar Ministra Nauki i Szkolnictwa Wyższego w Konkursie na Najlepszy Podręcznik i Skrypt Akademicki (Alojzy Woś, Klimat Polski w drugiej połowie XX wieku), w 2014 Nagrodę Główną – Puchar Ministra Nauki i Szkolnictwa Wyższego w Konkursie na Najlepszą Książkę Akademicką (Henryk Samsonowicz, Studia z dziejów miast w średniowieczu), w 2015 – Nagrodę Targów Książki w Krakowie (opracowanie krytyczne prof. Jacka Brzozowskiego i prof. Zbigniewa Przychodniaka, Beniowski. Poemat z roku 1841 i dalsze pieśni Juliusza Słowackiego, w 2018 Nagrodę Główną – Puchar Ministra Nauki i Szkolnictwa Wyższego w Konkursie na Najlepszą Książkę Akademicką (Wawrzyniec Popiel-Machnicki, Adam Pleskaczyński, Konstancja Pleskaczyńska, Podróże nieodkryte. Dziennik ekspedycji Bronisława Grąbczewskiego 1889-1890 jako świadectwo historii i element dziedzictwa kulturowego), w 2019 Nagrodę im. T. Kotarbińskiego za monografię prof. Grzegorza Ziółkowskiego Okrutny teatr samospaleń. Protesty samobójcze w ogniu i ich echa w kulturze współczesnej, 2022 Nagrodę im. T. Kotarbińskiego za monografię prof. Zbigniewa Szmyta Zbyt głośna historyczność. Użytkowanie przeszłości w Azji Wewnętrznej.
Wydawnictwo Naukowe UAM jest pomysłodawcą i głównym organizatorem Poznańskich Dni Książki Naukowej odbywających się nieprzerwanie od 1997 roku, gromadzących wydawców z całej Polski. Od 2019 to część Poznańskich Targów Książki w wyniku współpracy podjętej z Międzynarodowymi Targami Poznańskimi), 
Wydawnictwo jest jednym z członków założycieli Stowarzyszenia Wydawców Szkół Wyższych oraz członkiem Polskiego Towarzystwa Wydawców Książek.